# Phomopsis manilkarae
Phomopsis manilkarae är en svampart som beskrevs av R.K. Rajak & A.A.K. Chatterjee 1984. Phomopsis manilkarae ingår i släktet Phomopsis och familjen Diaporthaceae.   Inga underarter finns listade i Catalogue of Life.